# Альфред-Марі Ліенар
Альфред-Марі Ліенар (фр. Alfred-Marie Liénard; нар. 2 квітня 1869 — †29 квітня 1958) — французький фізик та інженер відомий через потенціали Ліенара-Віхерта.

## Біографія
Більшу частину своєї кар'єри працював у гірничній школі Парижа, спершу викладачем, а з 1929 року її директором. Наукові дослідження Ліенара були здебільш зосереджені у галузях електрики, магнетизму, пружності, та гідродинаміки.
Час від часу Ліенар також працював над суто математичними задачами які виникали під час його досліджень. 1933 року його було обрано президентом Французького математичного товариства. В математиці Ліенар більш відомий завдяки рівнянню Ліенара, яке узагальнює рівняння Ван дер Поля.

## Публікації
- Alfred-Marie Liénard (1928). Etude des oscillations entretenues. Revue générale de l'électricité. 23 (21): 901—912. (фр.)
- Liénard, A.; Chipart, M. H. (1914). Sur le signe de la partie réelle des racines d’une équation algébrique. Journal de Mathématiques Pures et Appliquées. 10 (6): 291—346. (фр.)